# Suchoj Superjet 100
Suchoj Superjet 100 (rusky Сухой Суперджет 100, anglicky Sukhoi Superjet 100) nebo SSJ100 je řada ruských dvoumotorových proudových úzkotrupých dopravních letounů pro regionální linky, dříve nazvaná RRJ – Russian Regional Jet, které vznikly v konstrukční kanceláři Suchoj, divizí společnosti Sjednocená letecká korporace. Vývoj začal v roce 2000, letoun provedl první let 19. května 2008 a první komerční let dne 21. dubna 2011 u společnosti Armavia.
Maximální vzletová hmotnost činí 46–49 t, obvykle pojme 87 až 98 cestujících a je poháněno dvěma dvouproudovými motory PowerJet SaM146 o výkonu 77–79 kN (17 000–18 000 lbf) vyvinutými společným podnikem mezi francouzským Safranem a ruskou firmou NPO Saturn. Ke květnu 2018 bylo v provozu 127 ks a do září flotila zaznamenala 300 000 výnosových letů a 460 000 hodin. Ke květnu 2019 letadlo zaznamenalo tři těžké nehody (ztráta trupu, tzv. „hull loss“) a 86 úmrtí.
Sankce uvalené na Rusko po ruské invazi na Ukrajinu v únoru 2022 zkomplikovaly údržbu i výrobu letounů, když tyto mají mnoho komponent vyráběných mimo Rusko. Výrobce oznámil vývoj nové varianty pouze s díly vyráběnými v Rusku, u které by mimo jiné měl nahradit motor PowerJet ruský motor Aviadvigatěl PD-8. Prototyp této varianty však k lednu 2024 neabsolvoval ani první let.

## Vývoj

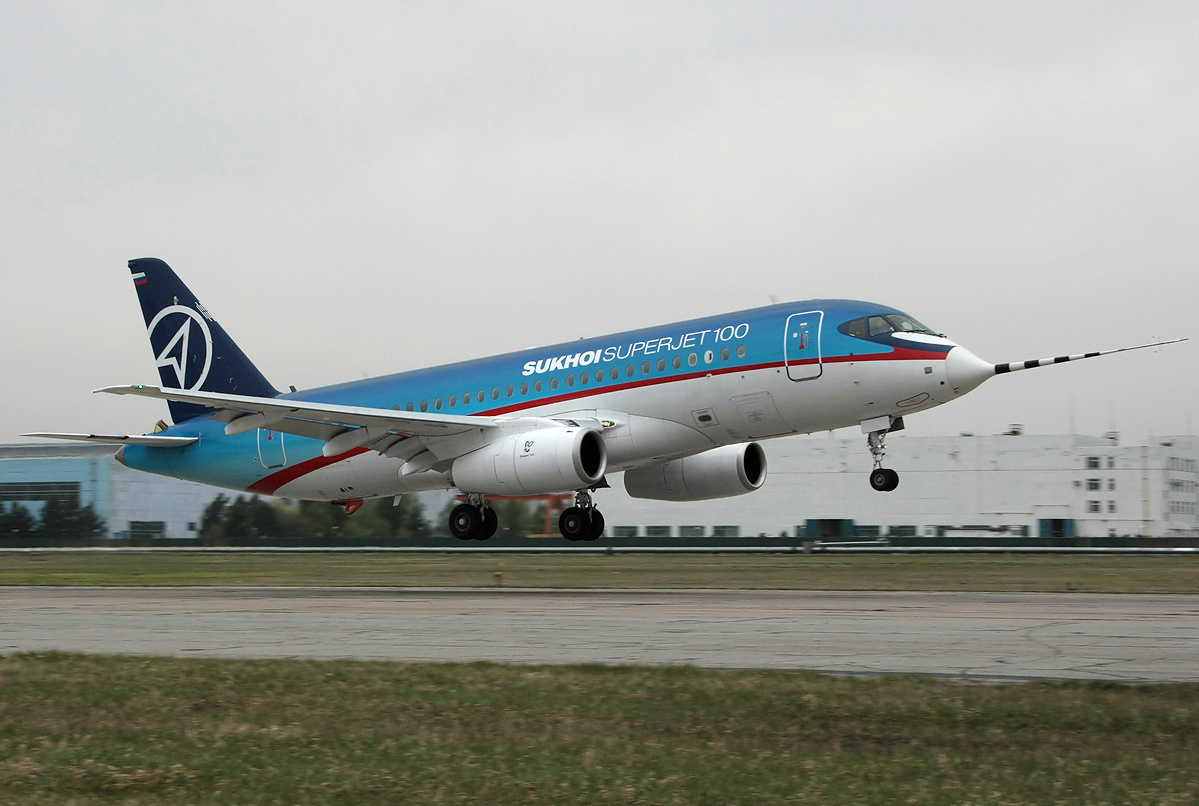
První let 19. května 2008

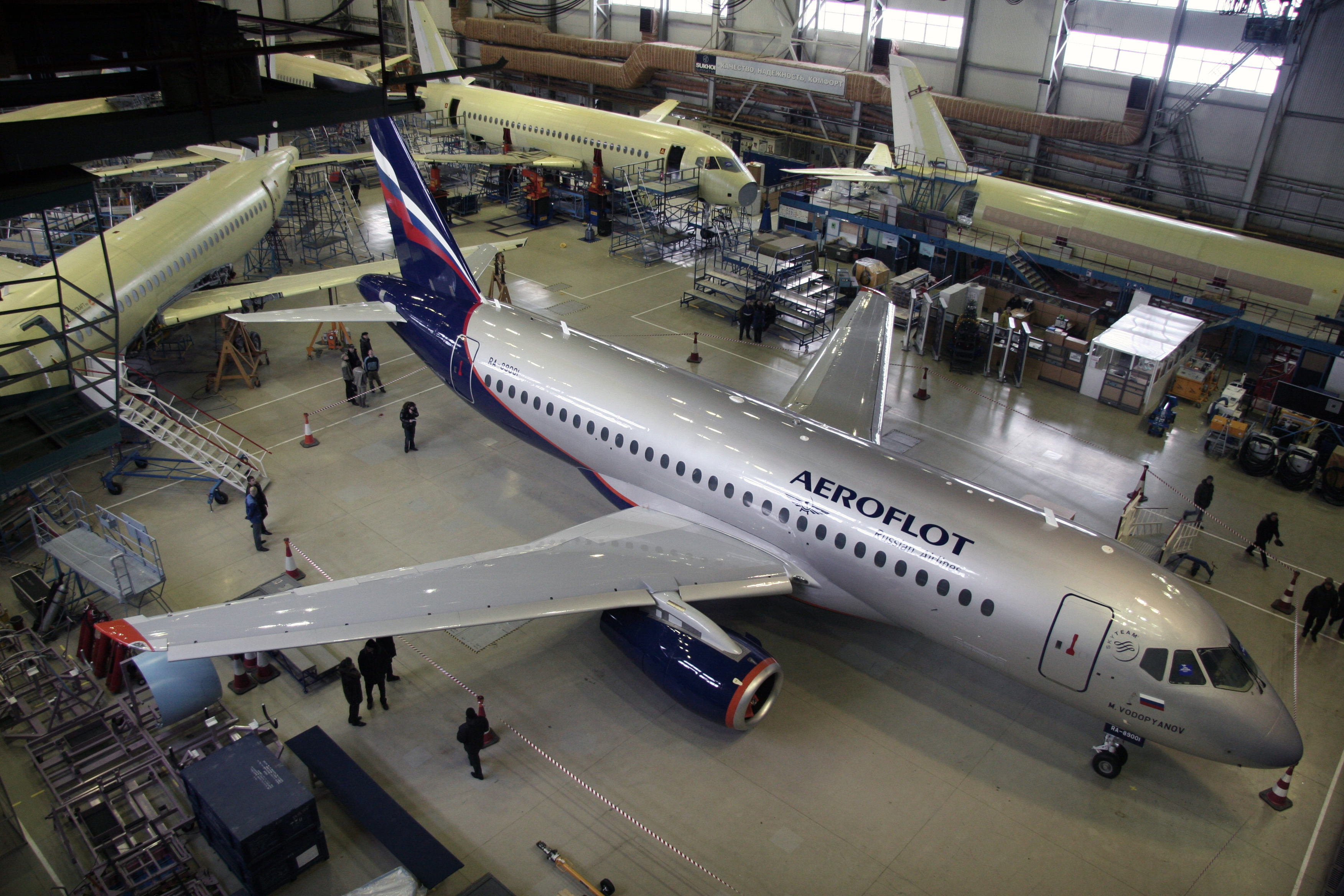
Výroba kusu pro Aeroflot

Po zahájení vývoje v roce 2000 vzlétl první prototyp (95001, následně 97001, imatrikulace RA-97001) 19. května 2008 z letiště Dzemgi v Komsomolsku s posádkou šéfpilot OKB Suchoj Alexandr Jabloncev a zkušební pilot Leonid Čikunov. Druhý zkušební exemplář (95003, následně 97003) vzlétl 24. prosince 2008, třetí (97004, RA-97004) již s plným vybavením kabiny cestujících pak 25. července 2009. Čtvrtý prototyp (97005) sloužil k ověření stanovené doby pro nouzovou evakuaci cestujících. Certifikace ruského Mezistátního leteckého výboru byla ukončena 28. ledna 2011. Letoun vyrábí Sjednocená letecká korporace v Komsomolsku na Amuru za účasti zahraničních společností. Kromě ruského trhu a trhu Společenství nezávislých států dodává výrobce tato letadla i na ostatní světové trhy.
SSJ-100 byl vyvinut dle požadavku ruských leteckých společností na letoun, který by se měl stát náhradou za zastaralé a neekonomické Tupolev Tu-134 a Jakovlev Jak-42 a zároveň by svou kvalitou konkuroval strojům typů Embraer E-Jet a Bombardier CSeries.
Stroj byl představen veřejnosti 26. září 2007 v Komsomolsku na Amuru a světové veřejností pak na aerosalónu v Paříži 2009, kde si prvních 20 letounů objednala italská letecká společnost Itali Airlines. Z objednávky je 10 strojů závazných, na dalších deset kusů dal italský zákazník opci. O letouny, které vzbuzují pozornost, mají zájem ruské letecké společnosti, ale i další zahraniční letečtí dopravci. Suchoje Superjety měly být dodávány od konce roku 2009, kvůli nepřipravenosti motorů však bylo způsobeno zpoždění prvních dodávek. Vývoj a výrobu turbodmychadlových dvouhřídelových motorů SaM146 zajišťuje Powerjet, společný podnik francouzské firmy SNECMA a ruského NPO Saturn. Zpoždění je pro výrobce o to nepříjemnější, že přišlo ve chvíli, kdy se již naplno rozjížděla sériová výroba konkurenčního letounu Antonov An-148.
V květnu 2008 měla společnost Suchoj závazné objednávky na 73 kusů Superjetu 100. Od začátku roku 2009 do června 2009 získala objednávky na dalších 122 letadel.
V listopadu 2010 sdělovací prostředky oznámily, že první sériové letadlo Suchoj Superjet (97007, EK-95015, „Jurij A. Gagarin“), určené pro arménskou leteckou společnost Armavia, vykonalo svůj první let. První komerční let uskutečnila letecká společnost Armavia 21. dubna 2011 na lince z Jerevanu do Moskvy.
Prvním zákazníkem na ruském trhu se stal Aeroflot, který uvedl svůj první Superjet (výr. č. 95008, RA-89001, „Michail Vodopjanov“) na linku z Moskvy do Petrohradu 16. června 2011. Druhým strojem Aeroflotu se stal Superjet výrobního čísla 95010 (RA-89002, „Dmitrij Jezerskij“) zalétaný 11. července 2011 a na linky nasazený 27. srpna téhož roku.
Prvními zákazníky v Asii byly indonéská letecká společnost Sky Aviation a laoská Lao Central, v Americe mexický Interjet. Prvním provozovatelem Superjetu 100 v Západní Evropě se stala v květnu 2015 irská letecká společnost CityJet. Interjet začal letadla v roce 2018 kvůli nedostatku náhradních dílů odstavovat a kanibalizovat, v roce 2019 bylo v provozu už jen 5 z 22 dodaných letadel. Po krachu společnosti v roce 2020 zůstala letadla zaparkovaná na mexických letištích, kde zůstávají i v březnu 2024.
Do května 2019 bylo vyrobeno 192 kusů letadel typu Suchoj Superjet 100. K říjnu 2023 letadla provozují pouze ruské subjekty, výjimkou jsou dvě letadla provozovaná Thajským královským letectvem a jedno v Kazachstánu. Z důvodu nedostatku náhradních dílů počet aktivních letadel klesá.

## Specifikace

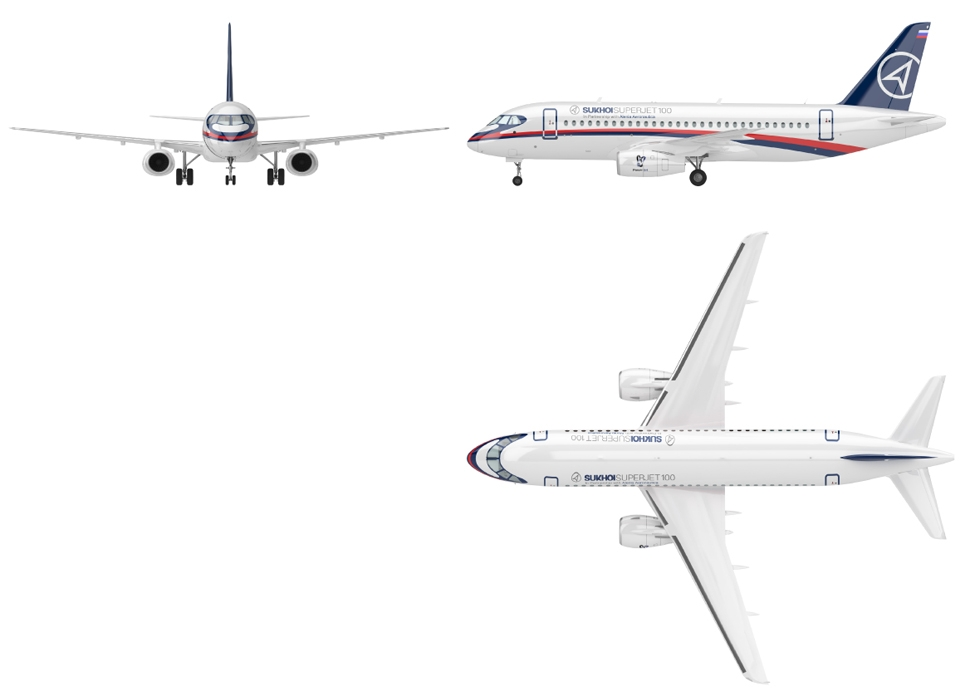
Třípohledová kresba Superjetu 100

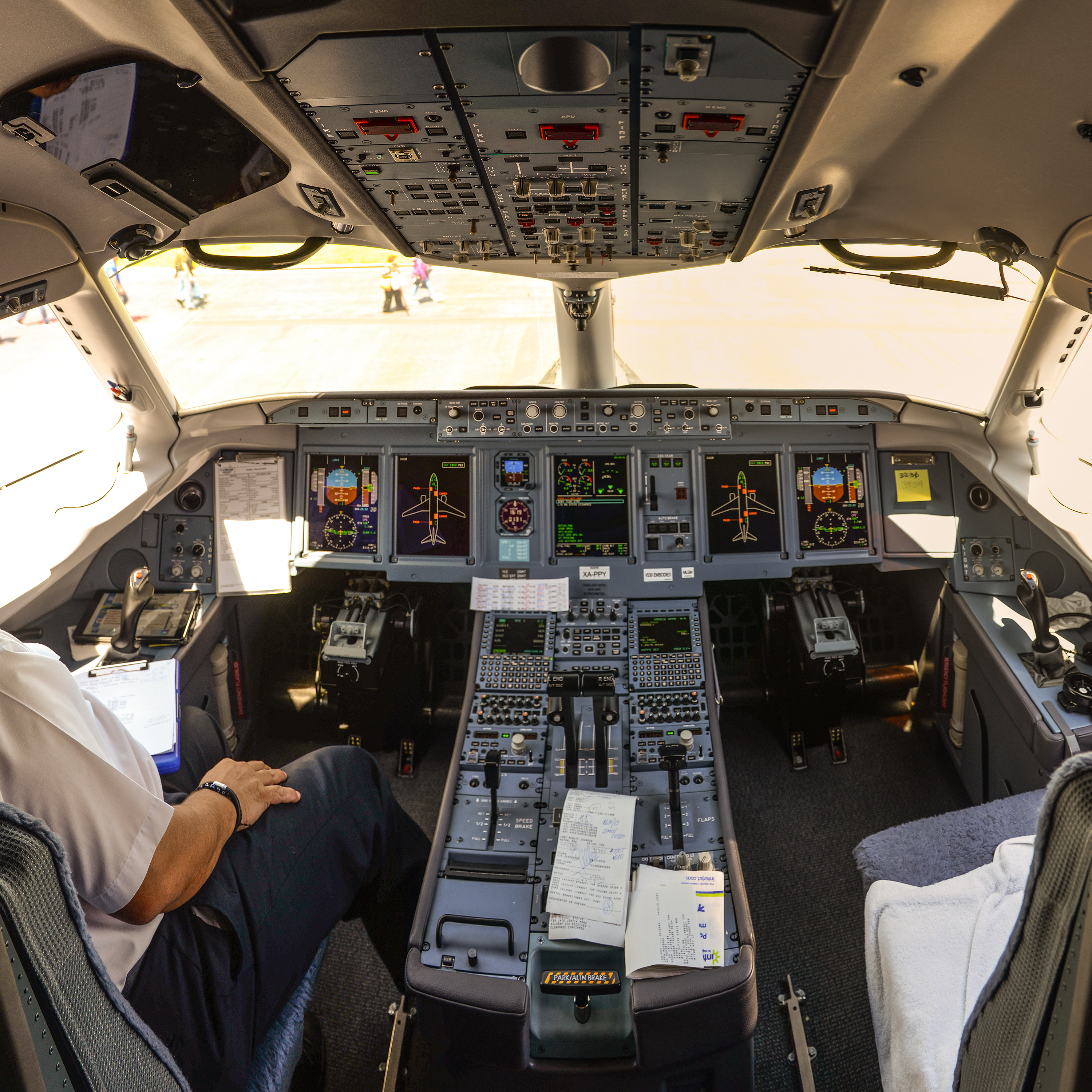
Kokpit

| SSJ 100                | 95                                                   |
| ---------------------- | ---------------------------------------------------- |
| Posádka v kokpitu      | 2                                                    |
| Počet míst             | 87 (2 třídy) až 108 (1 třída)                        |
| Rozteč sedadel         | 30-32 in (economy), 38 (premium)                     |
| Délka                  | 29,94 m (98 ft 3 in)                                 |
| Rozpětí                | 27,80 m (91 ft 2 in)                                 |
| Nosná plocha           | 83,80 m² / 902 ft² (9.22 AR)                         |
| Výška                  | 10,28 m (33 ft 9 in)                                 |
| Trup                   | 3,46 m (11 ft 4 in) průměr                           |
| Kabina                 | 3,236 m (127,4 in) délka × 2,12 m (6 ft 11 in) výška |
| MTOW                   | 45 880 kg (101 150 lb), LR: 49 450 kg (109 020 lb)   |
| Prázdná hmotnost       | 24 250 kg (53 460 lb), LR: 25 100 kg (55 300 lb)     |
| Max. užitečné zatížení | 12 245 kg (26 996 lb)                                |
| Max. paliva            | 15 805 L (4 175 US gal)                              |
| Nákladový prostor      | 21,97 m3 (776 cu ft)                                 |
| Vzlet (MTOW)           | 1 731 m (5 679 ft), LR: 2 052 m (6 732 ft)           |
| Dostup                 | 12 500 m (41 000 ft)                                 |
| Cestovní rychlost      | Mach 0.78 (828 km/h / 448 knots at FL400)            |
| Max. cest. rychlost    | Mach 0,81 (870 km/h / 469 knots at FL400)            |
| Dolet (98 pax)         | 3 048 km (1 894 mi), LR: 4 578 km (2 845 mi)         |
| 2 x dvouproudový motor | SaM146-1S17, LR: SaM146-1S18                         |
| 2 x tah                | 68,5 kN (15 400 lbf), LR: 71,6 kN (16 100 lbf)       |

## Nehody a incidenty
- Náraz Suchoje Superjet do hory Salak – První letecká nehoda tohoto typu proběhla 9. května 2012 během předvádějícího letu RA-36801 pro indonéské aerolinie, kdy zemřelo 45 lidí. Stalo se tak na úbočí hory Salak jižně od Jakarty. [20] Závěry vyšetřování stanovily jako příčinu chybu pilotáže (CFIT), když se piloti v domnění, že letí nad plochým terénem, zřejmě v nepozornosti způsobené diskusí s potenciálním zákazníkem, ocitli nečekaně nad hornatým terénem a varování systému TAWS před nárazem do terénu vyhodnotili jako jeho chybnou funkci. K nehodě přispěly mj. i chyby na straně výcviku a přípravy posádky a technické i lidské nedostatky na straně indonéského řízení letového provozu.[21]
- Let Aeroflot 1492 – dne 5. května 2019 letoun Superjet 100-95 ruské společnosti Aeroflot, registrace RA-89098 havaroval při nouzovém přistání po úderu blesku na moskevském letišti Šeremeťjevo. Zemřelo 41 lidí z celkového počtu 78.
- Let Gazpromavia 9608 - dne 12. července 2024 havaroval v blízkosti města Kolomna v Moskevské oblasti Superjet 100 společnosti Gazpromavia během zkušebního letu po opravách. Na jeho palubě byla přítomna pouze tříčlenná osádka, která při nehodě zahynula.[22] Vyšetřování příčin nehody provádí Mezistátní letecký výbor za účasti specialistů z Federální agentury letecké dopravy (Росавиация).[23] Ministerstvo průmyslu a obchodu přispěchalo s ujištěním, že havárie nepostihla verzi letounu Suchoj Superjet 100NEW-95, jejíž zkoušky probíhají na letišti Ramenskoje.[24]
- 24. listopadu 2024 Superjet 100 letu A45051 ruských aerolinek Azimuth přilétávající ze Soči začal hořet po tvrdém přistání na tureckém letišti Antalya. Všichni cestující byli úspěšně evakuováni.[25][26] Stejný letoun v říjnu 2024 kvůli nízké hladině kapaliny v jednom z hydraulických systémů nouzově přistál na letišti Vnukovo a byl na 3 dny uzemněn.[27]

## Fotogalerie

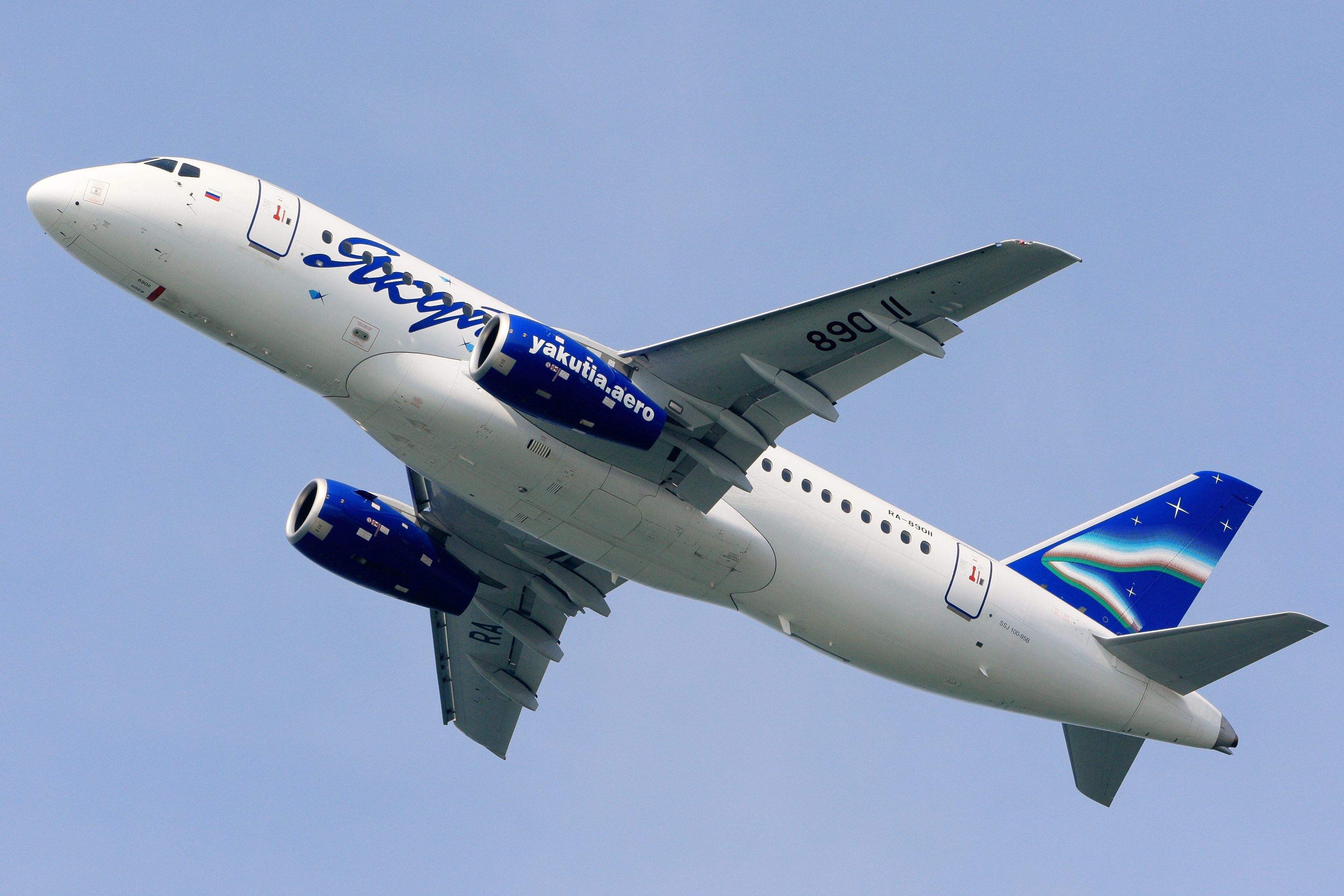
Yakutia Airlines SS 100-95
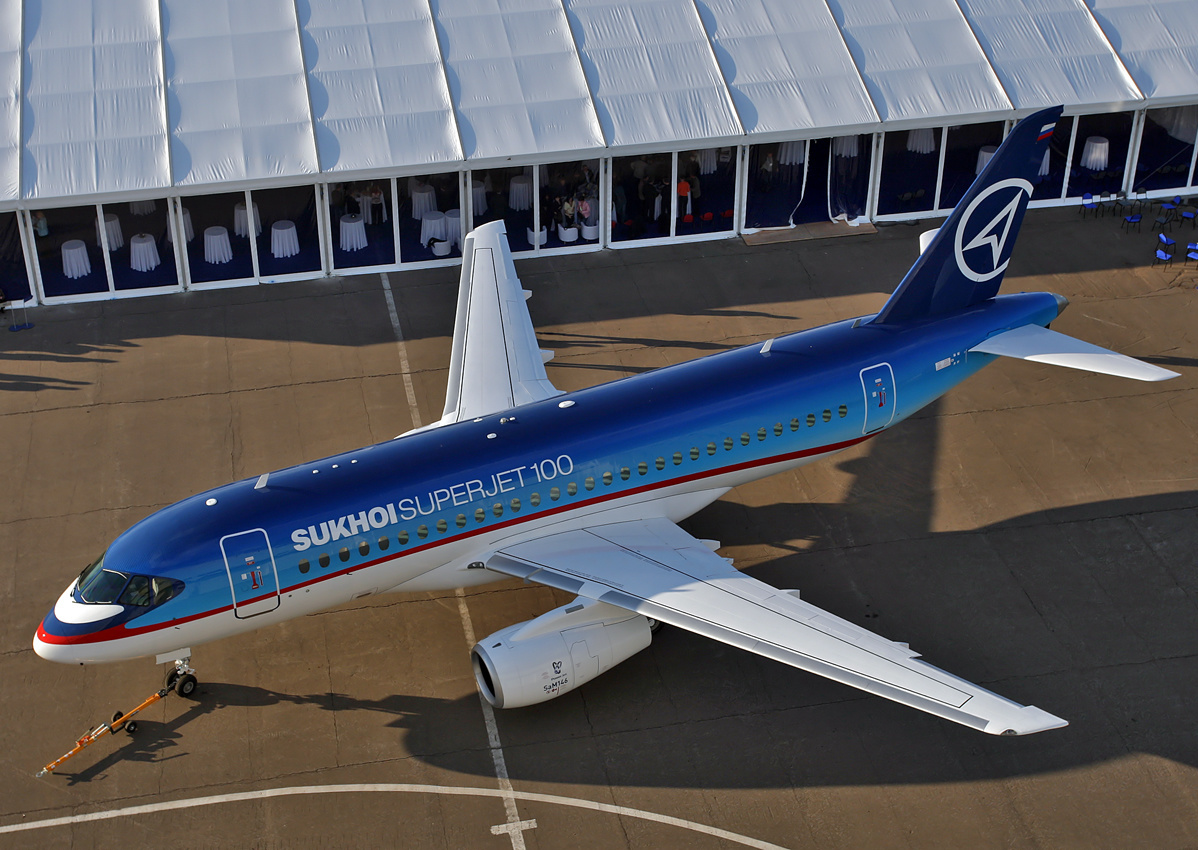
SS 100 při prvním představení
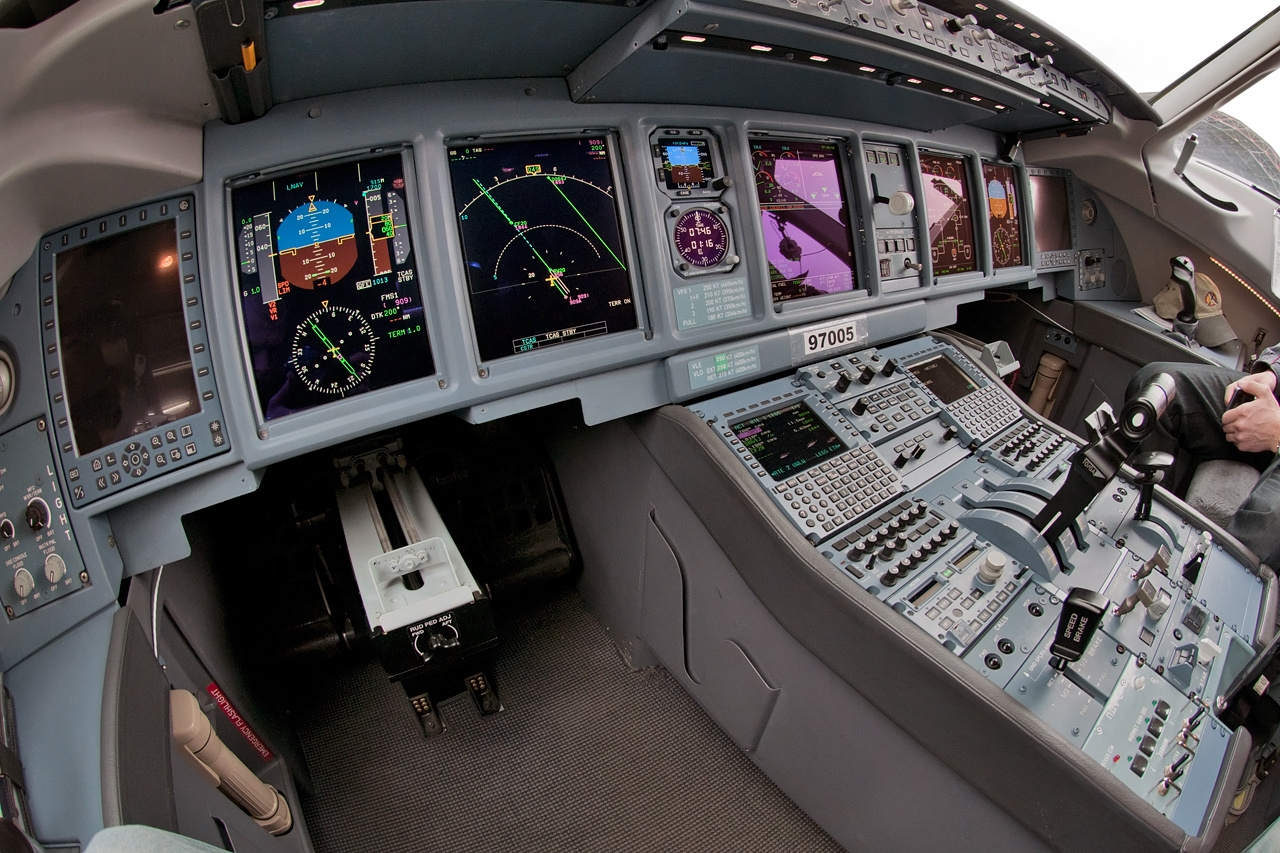
Dvoumístný skleněný kokpit
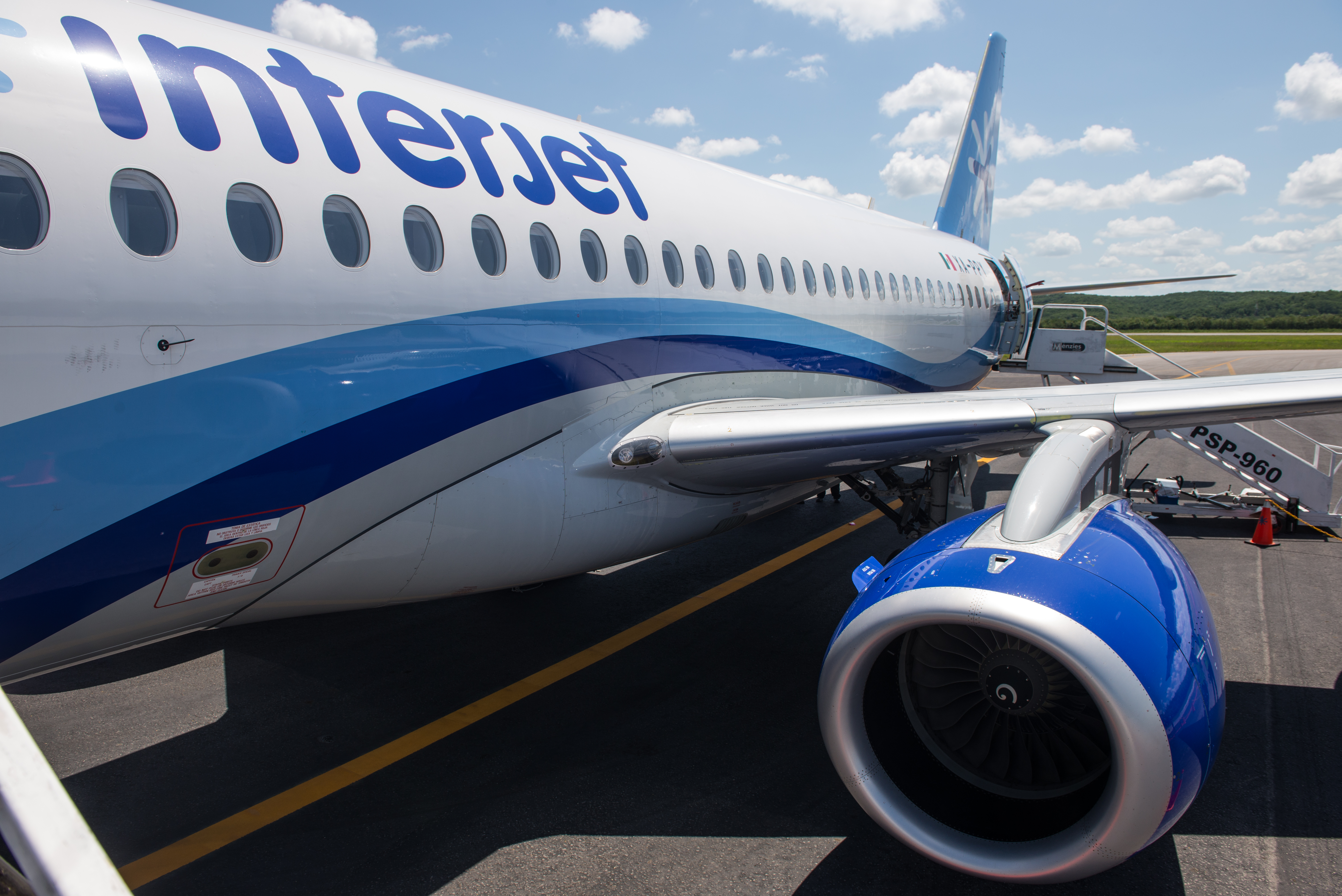
SS 100 u společnosti Interjet
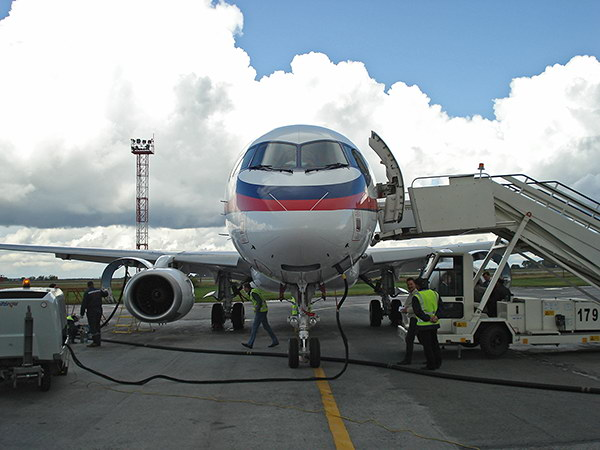
Odbavení SSJ-100
- Video přistávání SSJ-100